# علم الأصوات للغة الإنجليزية

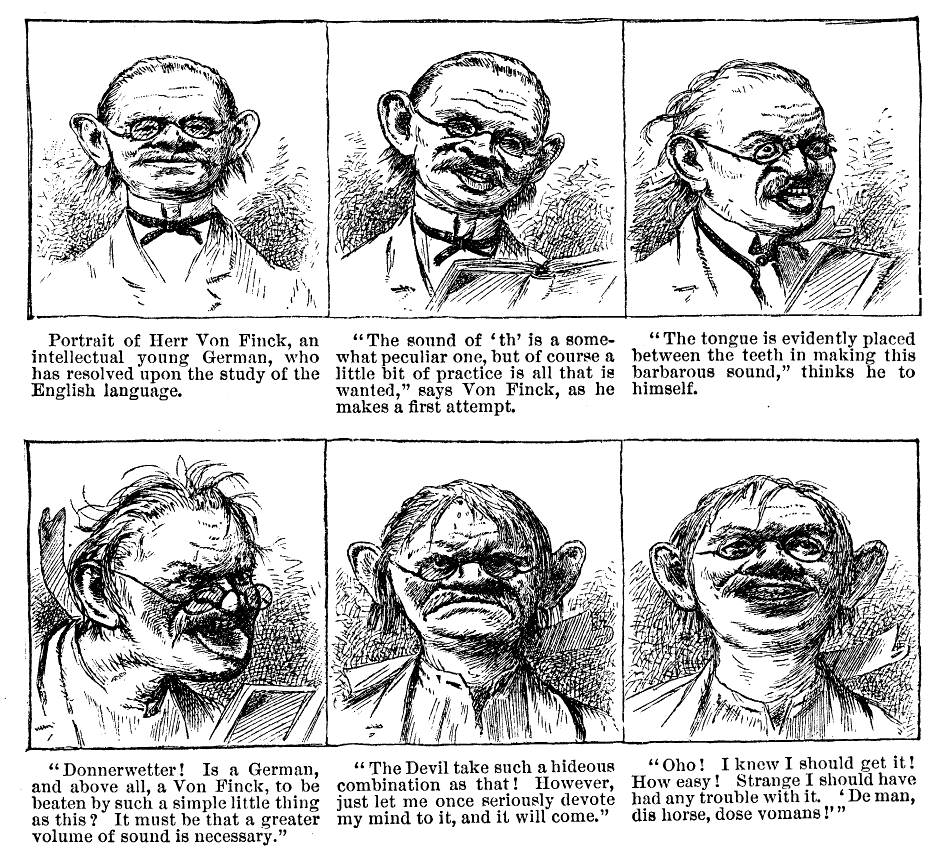

كالعديد من اللغات الأخرى، تمتاز اللغة الإنجليزية بتنوعها الواسع من حيث نطق الكلام، وذلك على الصعيد التاريخي والاختلاف بين اللهجات. بينما بشكل عام، فإن اللهجات الإقليمية للغة الإنجليزية تشترك فيما بينها بنظام صوتي ليس متطابق تمامًا بالرغم من تشابهه إلى حد كبير. بالإضافة إلى ذلك، من بين العديد من الأمور الأخرى، معظم اللهجات تحتوي على حروف مخففة في المقاطع الغير منبورة ومجموعة مركبة من المميزات الصوتية التي تميز بين الحروف الساكنة القوية والضعيفة (التوقفات، الأصوات الساكنة، الأصوات الاحتكاكية). كما أن معظم اللهجات في اللغة الإنجليزية تبقى على الحرف الساكن «الواو/دبل يو» (w) بنطقه /w/، والعديد على الحرف الساكن «الثاء أو الذال» / θ،ð/ بلفظه (th). في حين أن العديد من اللغات الألمانية قامت بتحويل هذه الحروف الساكنة إلى كلٍ من «الفاء ذو صوت» /v/ لصوت /w/ و «التاء أو الدال» /t ،d/ لصوتي / θ ،ð/. ومثالاً على ذلك كمقارنة بسيطة نوضح بها اختلاف النطق في الحروف الساكنة لكلٍ من اللغة الإنجليزية والألمانية في (will ،then): الكلمتان باللغة الإنجليزية: /will /wɪl (سوف) و /then /ðɛn (ثم). الكلمتان باللغة الألمانية: /will /vɪl (أريد) و /denn /dɛn (لأنّ أو بسبب).
التحليل الصوتي في اللغة الإنجليزية يعتمد إلى حد كبير على اللهجات السائدة والمعروفة مثل اللهجة البريطانية واللهجة الأمريكية واللهجة الأسترالية٬ لكن هذه اللهجات تعمل كدليل محدود بسبب وجود الكثير من اللكنات الإقليمية التي تندرج تحت هذه اللهجات السائدة لكن لم تتم دراستها حتى الآن وهي مسألة تحتاج إلى توسع أكبر وتحليل أعمق لمعرفة الفوارق الصوتية بين هذه اللكنات.

## الصوتيات
تختلف أعداد وتوزيع الأصوات في اللغة الإنجليزية من لهجة للهجة، ويعتمد هذا الاختلاف على تفسير الباحثين. فعدد الأصوات الساكنة (الثابتة) هو 24 حرف. أما حروف العلة في اللهجة الأمريكية يوجد 14-16 واللهجة الأسترالية من 20-21 حرف، وطريقة النطق الصحيحة المستخدمة في المعاجم والقواميس في العادة تحتوي على عدد كبير من الرموز أكثر من عدد حروف العلة. وهناك بعض الفروق التي نادراً ما تلاحظ في بعض الأصوات المستخدمة في الكلمات لأنها قد لا تكون دقيقة بالمعنى الكلامي أو الصوتي.

## الضغط اللغوي
(lexical stress) يعتبر من أنواع التحليل اللغوي (phonemic) في اللغة الإنجليزية وبالأخص هو تحليل صوتي ونطقي للكلمات.
يتم فيه الضغط على جزء من الكلمة حيث يتم إثقال نبرة الصوت فيها (إثقال جزء من الكلمة).
مثلاً الاسم increase والفعل increase تتم التفرقة بينهما بموضع نبرة الضغط أو موضع الثقل في الكلمة. في المقطع اللفظي الأول ورد الثقل في بداية الكلمة ولكن في المقطع اللفظي الثاني ورد الثقل في نهاية الكلمة. في اللغة الإنجليزية المقاطع اللفظية المثقلة (stressed syllables) تكون نبرتها الصوتية أعلى من المقاطع الغير مثقلة وأطول مع نبرة لفظ صوتية أعلى من النبرة المعتادة (للجزء المثقل فقط).
تقليدياً، في الكلمات الإنجليزية المكونة من أكثر من مقطع لفظي واحد، يتم تعيين نوع واحد من أصل ثلاثة أنواع من الضغط اللفظي لكل مقطع: ضغط أساسي، ثانوي أو خالي من ضغط. في العادة، كل كلمة تتكون من مقطع مثقل واحد فقط من النوع الأول (الضغط الأساسي) أو من الممكن ان يتكون من مقطع واحد من النوع الثاني (الضغط الثانوي) وباقي مقاطع الكلمات تكون خالية من أي ثقل ظاهر.
على سبيل المثال الكلمة amazing تتكون من مقطع ضغطي من النوع الأول (الضغط الأساسي) في المقطع الثاني من الكلمة أما المقاطع المتبقية من الكلمة تكون خالية من أي ضغط لفظي، أما الكلمة organization تحتوي على ضغط لفظي من النوع الأول (الأساسي) في المقطع الرابع من الكلمة وضغط ثانوي في المقطع الأول من الكلمة أما باقي المقاطع فتكون خالية من أي ضغط لفظي.
يتم التعبير عن الضغط اللفظي في اللغة الإنجليزية باستخدام رموز IPA التي ترمز إلى (international phonetic alphabets) وهي عبارة عن رموز تكون الكلمات الإنجليزية لتسهيل نطقها ومعرفة موضع الأصوات الصحيحة للكلمات الإنجليزية، يتم التعبير عن الضغط اللفظي بوضع علامة التنصيص العليا أو السفلى (ˈ) أو (ˌ) قبل المقطع المثقل.
في حالة الأمثلة التي تم ذكرها يتم التعبير عنهم بهذه الطريقة: /əˈmeɪzɪŋ/ و /ˌɔːɡənaɪˈzeɪʃən/.

## قانون تتابع الأصوات
قانون تتابع الأصوات (Phonotactics) هو دراسة تسلسل الصوتيات اللتي تظهر في اللغة، والهياكل الصوتية التي تشكلها. من المعتاد في هذه الدراسة أن يتم تمثيل الأحرف الساكنة بالحرف ‘C’ والأحرف المتحركة بالحرف 'V’ بحيث تُمثل المقاطع اللفظية مثل ‘be’ على أنها تتبع نظام الCV. رمز الIPA الذي يُستخدم لإظهار الفواصل بين المقاطع اللفظية هو النقطة [.]. عملية تقسيم الكلام تتضمن تقسيم الكلام إلى مقاطع منفصلة، وتحديد موقع التقسيم في هذه العملية يعتبر أمراً صعباً.
معظم لغات العالم تقسم الكلمات المكونة من مقاطع الCVCV والCVCCV إلى /CV.CV/ و /CVC.CV/ أو /CV.CCV/، مع تفضيل أن يكون الحرف الساكن في بداية كل مقطع. ولكن اللغة الإنجليزية غالباً ما تتبع قانون مختلف حيث تجذب المقاطع المضغوطة لغوياً الحرف الساكن الذي يليها. فيتغير تقسيم مقاطع الCVCV و الCVCCV إلى /ˈCVC.V/ و /ˈCVCC.V/، حرصاً أن يكون المقطع المكون من الأحرف الساكنة CC موجوداً. بالإضافة إلى ذلك، المقطع /r/ يفضل أن يقسم مع الحرف المتحرك الذي يليه حتى وإن كان المقطعين غير مضغوطين حيث CVrV تصبح /CVr.V/. هذا التحليل أُستُخدم في Longman Pronunciation Dictionary، ولكن هذا التحليل لم يستخدم في العديد من الممارسات.

## الإيقاع
زعم أن اللغة الإنجليزية هي لغة موقوتة. أي أن المقاطع المشددة تميل إلى الظهور بإيقاع منتظم إلى حد ما. على سبيل المثال، الجملة (one make of car is better than another)، المقاطع (one, make, bett-, -moth-) ستكون أقصر بكثير. تتنبأ توقيت الإجهاد بأن كل مقطع من المقاطع الثلاثة الغير مشدودة بين (Bett-, -noth-) سيكون أقصر من مقطع لفظ (of) بين (make) و (car)، لأن ثلاثة مقاطع يجب أن تتناسب مع نفس مقدار الوقت المتاح للمقطع (of). ومع ذلك، لا ينبغي الافتراض أن جميع أنواع اللغة الإنجليزية موقوتة على هذا النحو. إن اللغة الإنجليزية المستخدمة في جزر الهند العربية، وفي أفريقيا، وفي الهند، ربما تكون أفضل في وصفها على شكل مقطع لفظي، على الرغم من عدم وجود اختبار علمي متفق عليه لتصنيف لهجة أو لغة على أنها توفيق مضغوط أو مقطع لفظي قد يؤدي إلى الشك في قيمة هذا الوصف.

### تاريخ اللفظ في اللغة الإنجليزية
لقد مرَ نظام اللفظ في اللغة الإنجليزية بعدة تغيرات عبر تاريخ اللغات، من النظام الصوتي للغة الإنجليزية القديمة إلى اللغة الإنجليزية الوسطى ليومنا الحالي. لقد كان الاختلاف بالغ الأهمية بين اللهجات. اللفظ السابق للعديد من الكلمات ينعكس في الإملاء، علم الإملاء الإنجليزي بشكل عام لم يتواكب مع التغيرات الصوتية منذ الفترة الوسطى للغة الإنجليزية. نظام الأحرف الساكنة للغة الإنجليزية كان مستقرا نسبيا مع مرور الوقت، على الرغم من حدوث عدد من التغيرات الهامة. أمثلة تتضمن الخسارة (في معظم اللهجات) من[ç] و [x] التي تمثل صوت (تش) و (خاء). الأصوات لا تزال تنعكس من قبل ⟨th⟩ في كلمات مثل Night and taught التي تعني (عَلّم) و (ليل) وينشق إلى صوتي وصامت في بدائل اصوات الاحتكاك إلى أصوات منفصلة مثل الصوتين المختلفين الذي يمثلهم ⟨gh⟩ كان هناك الكثير من التغيرات في مجموعة الحروف الساكنة معظمها مخفف للحظة هؤلاء الذين ينتجون اللفظ الحديث المعتاد لمجموعات الحروف هذه مثل ⟨wr-⟩, ⟨kn-⟩ و ⟨wh-⟩.
لقد حدثت عدة تغييرات أخرى في حروف العلة عبر قرون من الزمن. هذه التغييرات المختلفة تعني أن كثيراً من الكلمات التي كانت تتشابه في سجعها وإيقاعها (والتي كان من المتوقع أن تتشابه في سجعها بناءً على إملائها) لم تعد كذلك. على سبيل المثال، في عصر شكسبير، من بعد «التحول العظيم لحروف العلة»، الكلمات food التي تعني طعام، و good التي تعني حسن، و blood التي تعني دم، جميعها تشمل على حرف العلة (و) الممدودة، ولكن في النطق الحديث، الكلمة good تم تقصيرها ل (ʔأُ)، في حين الكلمة blood تم تقصيرها وخفضها ل (ʔأَ) في معظم اللهجات. وفي حالات أخرى، الكلمات التي كانت مختلفة في نطقها وإملائها في السابق أصبحت متطابقة في النطق، وكمثال لهذه الكلمات:
Meat (اللحم)، Meet (التقى)
Pane (لوح زجاجي)، Pain (ألم)
Tow(سحب)، Toe (إصبع قدم)